# Liste der Äbte des Stifts Sankt Peter
Die folgenden Personen waren Äbte bzw. Erzäbte des Stifts St. Peter in Salzburg:
- Rupert (um 696–716/718) (Abtbischof)
- Vitalis (716/718–vor 728) (Abtbischof)
  - Anzogolus[1]
  - Savolus[2]
  - Ezzius[3]
- Flobrigis († 737) (Abtbischof)
- Johannes (739–746) (Abtbischof)
- Virgil (746–784) (Abtbischof)
  - Bertricus (784–785)[4]
- Arno (785–821) (Abterzbischof)
  - Ammilonius (821)[5]
- Adalram (821–836) (Abterzbischof)
- Liupram (836–859) (Abterzbischof)
- Adalwin (859–873) (Abterzbischof)
- Adalbert I. (873–874) (Abterzbischof)
- Theotmar (874–907) (Abterzbischof)
- Pilgrim I. (907–923) (Abterzbischof)
- Odalbert (923–935) (Abterzbischof)
- Egilolf (935–939) (Abterzbischof)
- Herold (939/940–958) (Abterzbischof)
- Friedrich I. (958–987) (letzter Abterzbischof, das Amt des Abtes und Erzbischofs wird getrennt)
- Tito (987–1025)
- Mazzelin (1025–?)
- Rupert II. (zwischen 1025 und 1060)
- Rupert III. (zwischen 1025 und 1060)
- Gerwig (1060)
- Reginward (1074)
- Irimbert (1076–1077)
- Thiemo (1077–1090) (danach Erzbischof von Salzburg)
- Albert I. (1090–1104)
- Wezelin (1104–1116)
- Reginbert von Brixen (1116–1125)
- Balderich (1125–1147)
- Heinrich I. (1147–1167) (danach Bischof von Gurk)
- Heinrich II. (1167–1188)
- Wichpoto (1188–1193)
- Pilgrim II. (1193–1195)
- Konrad I. (1196–1198)
- Pilgrim II. (1198–1199)
- Simon I. (1199–1231)
- Berthold (1231–1242)
- Richer (1242–1259)
- Albert II. (1259–1263)
- Chuno (1263–1266)
- Simon II. (1266–1269)
- Dietmar II. (1270–1288)
- Engelbert (1288–1297)
- Rupert IV. (1297–1313)
- Konrad II. (1313–1346)
- Otto I. (1346–1364)
- Johannes II. Rozzes (1364–1375)
- Otto II. Chalhochsperger (1375–1414)
- Leonhard Putzner (1414–1415)
- Ulrich Plankenfelser (1415–1420)
- Johannes III. Nottenhauser (1420–1428)
- Georg I. Waller (1428–1435)
- Erhard Lomptz (1435–1436)
- Petrus I. Klughammer (1436–1466)
- Rupert V. Keutzl (1466–1495)
- Virgil II. Pichler (1495–1502)
- Wolfgang Walcher (1502–1518)[6]
- Simon III. Garchanetz (1518–1521)
- Johann IV. von Staupitz (1522–1524)
- Kilian Püttricher (1525–1535)
- Georg II. Oeller (1535)
- Aegidius Radlmayr (1535–1553)
- Benedikt Obergasser (1554–1577)
- Andreas Graser (1577–1584)
- Martin Hattinger (1584–1615)
- Joachim Buchauer (1615–1626)
- Albert III. Keuslin (1626–1657)
- Amand Pachler (1657–1673)
- Edmund I. Sinnhuber (1673–1702)
- Karl Schrenck von Notzing (1702–1704)
- Placidus Mayrhauser (1704–1741)
- Gottfried Kröll (1741–1753)
- Beda Seeauer (1753–1786)

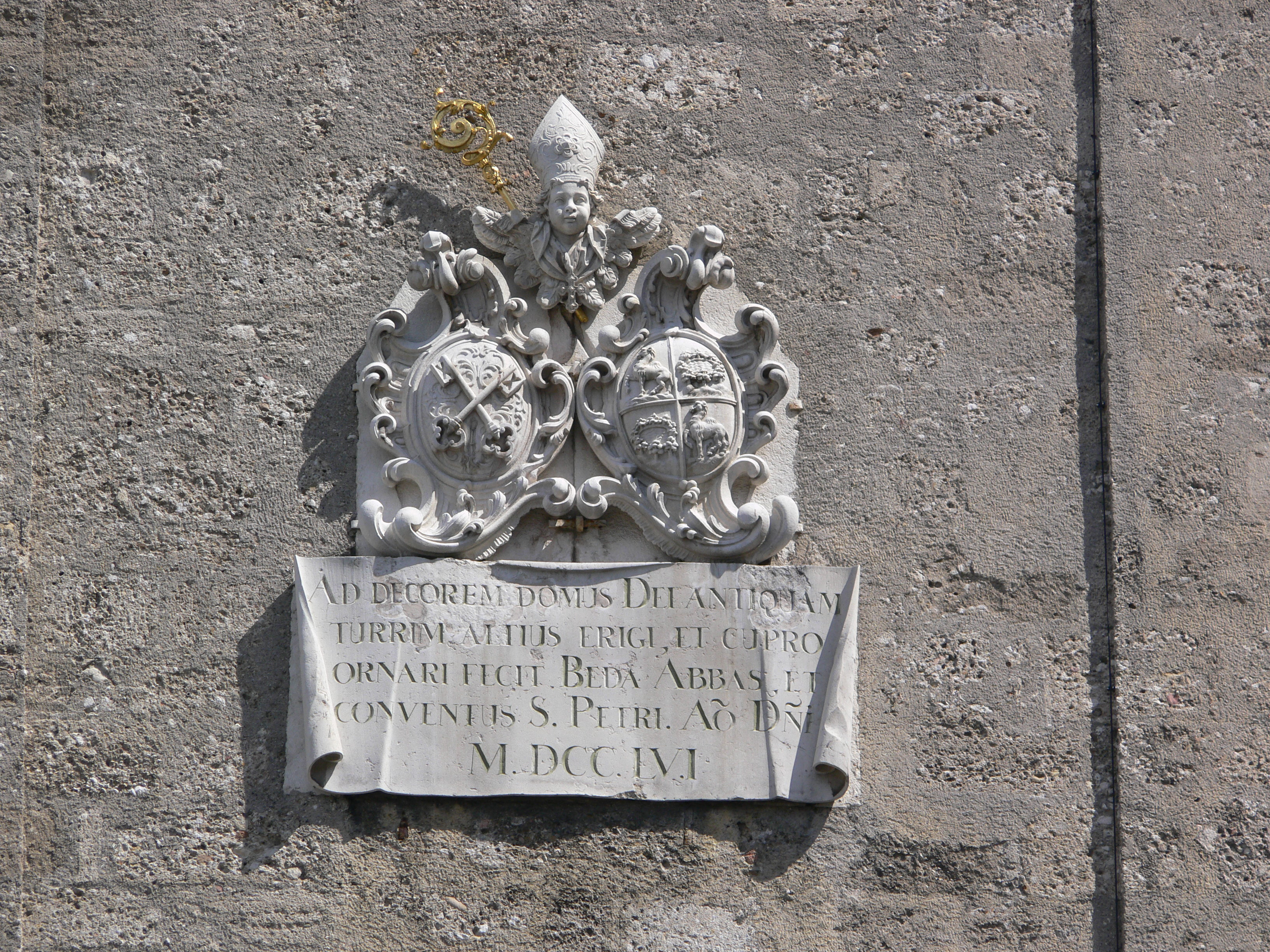
Wappen des Abtes Beda Seeauer am Turm der Stiftskirche St. Peter

- Dominikus von Hagenauer (1786–1811)
  - Coelestin Spatzenegger (1811–1816) (Prior und Administrator)
- Joseph Neumayr (1816–1818)
- Albert IV. Nagnzaun (1818–1856)
- Albert V. Eder (1857–1876) (später Erzbischof von Salzburg)
- Romuald Horner (1876–1901)
- Willibald Hauthaler (1901–1922)
- Petrus II. Klotz (1922–1931; ab 1927 Erzabt)

Erzäbte
- Petrus II. Klotz (1922/1927–1931)
- Jakob Reimer (1931–1956)
- Franz Bachler (1958–1997)
- Edmund II. Wagenhofer (1997–2009)
- Bruno Becker (2009–2010)
  - Benedikt Röck, Administrator (2010–2013)
- Korbinian Birnbacher (2013–2025)
- Jakob Auer (2025–)